# Пајтон за S60
Пајтон за S60 такође назван PyS60 (Јуникс назив), је био Нокијин порт генералног програмског језика Пајтон за његову S60 софтверску платформу, оригинално базираној на Пајтону 2.2.2 из 2002.
Последња финална верзија, PyS60-2.0.0, избачена током 11. фебруара 2010. освежила је језгро пајтона на верзију 2.5.4.

## Историја верзија
Прво избачена током 2005., имала је релативно мали сет модула и функција. Верзија 1.2, последња типа неотвореног кода и друга верзија од PyS60, донела је много унапређења постала доступна током 21. октобра 2005. на Нокијином Форуму.
Након што је постао код отвореног типа, PyS60 је имао предност јаке и посвећене заједнице која је могла активно да га унапређује. Важнији догађај је био избацивање верзије 1.3.11.
Последња верзија која је подржавала S60 2nd Edition платформу, 1.4.5, је избачена током 3. октобра 2008. Током 24. децембра 2008., програмерска верзија, 1.9.0, је избачена. Имала је неколико побољшања, од којих једна од главних је била ново језгро базирано на Пајтону 2.5.1.
Последња верзија, 2.0.0, је ибачена током 11. фебруара 2010. Његово језгро је базирано на Пајтону 2.5.4.